# Benjamin Kwakye
Benjamin Kwakye (* 7. Januar 1967 in Accra, Ghana) ist ein Jurist und Autor in Ghana. Seine Arbeit als Schriftsteller ist bereits mehrfach mit dem Commonwealth Writers’ Prize ausgezeichnet worden.

## Ausbildung
Kwakye besuchte das Dartmouth College, Hanover, New Hampshire, USA und schloss mit dem Bachelor of Arts (cum laude) im Jahr 1990 ab. Im Jahr 1993 schloss sich die Verleihung des Doktortitels (Doctor Juris) durch die Harvard Law School, Massachusetts, USA an.
Im Jahr 1999 besuchte Kwakye die Wirtschaftsfachbereich (London School of Economics) der Universität von London.

## Karriere
Kwakye begann direkt nach seiner Promotion in Rechtswissenschaften als Anwalt bei der Rechtsanwaltskanzlei Porter, Wright, Morris & Arthur in einer Vielzahl von Fachgebieten. Diese Tätigkeit übte er zwischen September 1993 und August 1997 aus.
Ab September 1997 arbeitete er als Berater für Abbott Laboratories, einer weltweit tätigen Firma aus dem Gesundheitssektor. Diese Tätigkeit beendete Kwakye im April 2004 um eine Stellung als Berater der Firma Chicagoarea anzunehmen, die er noch heute bekleidet.
Kwakye begann seine Karriere als Autor bereits kurz nach dem Studium und konnte 1998 mit seinem Werk „The clothes of nakedness“ erfolgreich debütieren. 

### Weitere Positionen
- Direktor der Afrikanischen Bildungsinitiative (African Education Initiative)
- Ehemaliger Autor für Afriscopde Radio

## Werke (Auswahl)
Romane
- The Clothes of Nakedness. Heinemann Publ., London 1998, ISBN 0-435-91201-1.
- The Sun by Night. African World Press, Trenton, N.J. 2005, ISBN 1-59221-349-9.
- The other crucifix. Turnaround Publications, New York 2010, ISBN 978-0-95624-012-5.

Kurzgeschichten
- The Fool's Tomatoes. In: Worldview, Winter 2003.
- Lyrics of lion. In: Pencil Tribe

## Ehrungen
- 1999 Commonwealth Writers’ Prize für „The clothes of nakedness“ (Bestes Erstlingswerk für die Region Afrika).
- 2006 Commonwealth Writers’ Prize für „The sun by night“ (Bestes Buch für die Region Afrika).